# Poiana Mare (gmina)
Poiana Mare – gmina w Rumunii, w okręgu Dolj. Obejmuje miejscowości Poiana Mare, Tunarii Noi i Tunarii Vechi. W 2011 roku liczyła 10 740 mieszkańców.